# Enzo Cerusico
Enzo Cerusico (22 de octubre de 1937–1 de julio de 1991) fue un actor italiano. Apareció en más de cincuenta películas en su país y en los Estados Unidos entre 1951 y 1984.

## Biografía
El primer papel de Cerusico en la televisión estadounidense ocurrió en un episodio de 1966 de I Spy rodado en Roma. El productor Sheldon Leonard convocó un casting para que un actor de habla inglesa interpretara al hermano pequeño de la estrella italiana invitada. Aunque no hablaba muy bien el inglés, consiguió abrirse paso en una entrevista con Leonard y logró el papel en I Spy. Más tarde interpretó al personaje principal del seriado estadounidense Mi amigo Tony, emitido por la NBC en 1969. En su país registró una gran cantidad de apariciones en cine y trabajó con directores como Dario Argento, Alberto Lattuada y Pietro Francisci, entre muchos otros.

## Filmografía
- Heart and Soul (1948) - Nelli
- Feathers in the Wind (1950)
- Brief Rapture (1951)
- I due derelitti (1951)
- Viva il cinema! (1952)
- Red Shirts (1952)
- In Olden Days (1952)
- Gli Angeli del quartiere (1952) - Il Capo
- La figlia del diavolo (1952)
- Una croce senza nome (1952)
- It's Never Too Late (1953) - Antonio Trabbi
- Guendalina (1957) - Postino
- La Dolce Vita (1960) - Fotógrafo
- Il Mattatore (1960) - Benito Mesci
- Siege of Syracuse (1960)
- Colossus and the Amazon Queen (1960) - Menandro
- Il gobbo (1960) - Scheggia
- Ghosts of Rome (1961)
- Tiro al piccione (1961) - Montaldo
- Cronache del '22 (1961)
- Romolo e Remo (1961) - Numa Pompilio
- Pugni pupe e marinai (1961) - Raffaele Bottari
- Cartouche (1962)
- Duel of Fire (1962)
- Hercules, Samson and Ulysses (1963) - Ulysses
- Blood and Black Lace (1964)
- In ginocchio da te (1964) - Gualtiero
- Extraconiugale (1964) - Manovale
- Una storia di notte (1964) - Il Matto
- Mondo pazzo... gente matta! (1966) - Marco
- Me, Me, Me... and the Others (1966)
- Tre notti violente (1966)
- Maigret a Pigalle (1966) - Albert
- Mi vedrai tornare (1966) - Saro Spampinato
- Faustina (1968) - Enea Troiani
- L'invasion (1970) - Piero Nato
- Per amore o per forza (1971)
- Racconti proibiti... di niente vestiti (1972) - Romeo
- The Dead Are Alive (1972) - Alberto
- Meo Patacca (1972) - Marco Pepe
- Anche se volessi lavorare, che faccio? (1972) - Girasole
- No, the Case Is Happily Resolved (1973) - Fabio Santamaria
- The Five Days aka Le Cinque Giornate (1973) - Romolo Marcelli
- Zorro (1975) - Joaquín
- Amore mio spogliati... che poi ti spiego! (1975) - Alberto Donati
- A.A.A. cercasi spia... disposta spiare per conto spie (1976) - Giovanni Sebastiano Bacchi
- La lozana andaluza (1976) - Rampín
- Occhio alla vedova (1976)
- 7 ragazze di classe (1979) - Roberto Galíndez
- Scusi lei è normale? (1979) - Nicola Proietti
- Uno scugnizzo a New York (1984)
- Treasure Island in Outer Space (1987) - Augustine